# Amenemés IV
Maaqueruré Amenemate IV ou Amenemés IV foi o sétimo e penúltimo faraó da XII dinastia do Antigo Egito e possivelmente filho adotivo do faraó Amenemés III, que fez dele um co-regente nos últimos anos do seu reinado. Havia reinado de 1 815 até 1 806 a.C..
Quando Amenemés assumiu o poder do Egito, segundo algumas evidências, todo o poder da família real começou a declinar. Seu reinado breve e opaco, seguido pelo reinado ainda mais transitório da rainha Esquemíofris.

## Reinado

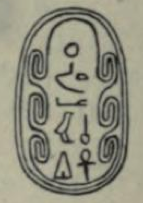
Selo-escaravelho de Amenemés IV

O reinado deste faraó foi curto quando comparado aos de Sesóstris III e de Amenemés III, cujos reinados totalizam cerca de um século. Segundo o Cânone de Turim, teria governado durante nove anos, três meses e vinte e sete dias; de acordo com Manetão, seriam oito anos. Esse curto reinado pode ser explicado pelo fato de Amenemés ter já uma idade avançada quando se tornou rei.
Amenemés IV mandou concluir projetos arquitetônicos iniciados por seu pai, como o templo em Qasr el-Sagha e o templo em Medinet Maadi. Os trabalhos de exploração mineira da região do Sinai parecem ter sido interrompidos durante o seu reinado.
Pensa-se que teve dois filhos, mas não foi sucedido por nenhum deles. O seu sucessor foi uma mulher, Neferusobeque, que não se sabe se foi sua meia-irmã ou esposa.
Alguns egiptólogos acreditam que mandou construir um complexo de pirâmides em Mazghuna. Não foi ainda identificado com segurança o seu túmulo, mas foi sugerido que seria uma pirâmide na região sul de Mazghuna, que está hoje em ruínas.[carece de fontes?]